# Natrit
Natrit ist ein selten vorkommendes Mineral aus der Mineralklasse der „Carbonate und Nitrate“ mit der chemischen Zusammensetzung γ-Na2[CO3] und ist damit chemisch gesehen ein Natriumcarbonat.
Natrit kristallisiert im monoklinen Kristallsystem und entwickelt pseudohexagonale Kristalle bis etwa einen Zentimeter Größe. In reiner Form ist Natrit farblos und durchsichtig. Durch vielfache Lichtbrechung aufgrund von Gitterbaufehlern oder polykristalliner Ausbildung kann er aber auch weiß erscheinen und durch Fremdbeimengungen eine hellgelb bis gelborange, hellrosa Farbe annehmen. Frische Proben zeigen auf den Kristalloberflächen einen glasähnlichen Glanz. Nach einiger Zeit läuft das Mineral allerdings grauweiß an und wird matt.

## Etymologie und Geschichte
Erstmals entdeckt wurde Natrit in Bohrkernen nahe Olenii (Oleny) Ruchei, vom Raswumtschorr und vom Karnassurt in den Chibinen auf der russischen Halbinsel Kola. Beschrieben wurde das Mineral 1982 durch A. P. Khomyakov, der es nach seiner Zusammensetzung (Natrium enthaltend) benannte.

## Klassifikation
In der veralteten, aber teilweise noch gebräuchlichen 8. Auflage der Mineralsystematik nach Strunz gehörte der Natrit zur gemeinsamen Mineralklasse der „Carbonate, Nitrate und Borate“ und dort zur Abteilung der „Wasserfreien Carbonate [CO3]2− ohne fremde Anionen“, wo er zusammen mit Kalicinit, Nahcolith, Teschemacherit, Wegscheiderit und Zabuyelit die „Nahcolith-Kalicinit-Gruppe“ mit der System-Nr. V/B.01 bildete.
Die seit 2001 gültige und von der International Mineralogical Association (IMA) verwendete 9. Auflage der Strunz’schen Mineralsystematik ordnet den Natrit in die neu definierte Klasse der „Carbonate und Nitrate“ (die Borate bilden hier eine eigene Klasse), dort allerdings ebenfalls in die Abteilung der „Carbonate ohne zusätzliche Anionen; ohne H2O“ ein. Diese ist jedoch weiter unterteilt nach der Zugehörigkeit der beteiligten Kationen zu bestimmten Elementgruppen, so dass das Mineral entsprechend seiner Zusammensetzung in der Unterabteilung „Alkali-Carbonate“ zu finden ist, wo es zusammen mit Gregoryit die „Natrit-Gregoryit-Gruppe“ mit der System-Nr. 5.AA.10 bildet.
Auch die vorwiegend im englischen Sprachraum gebräuchliche Systematik der Minerale nach Dana ordnet den Natrit wie die veraltete Strunz’sche Systematik in die gemeinsame Klasse der „Carbonate, Nitrate und Borate“ und dort in die Abteilung der „Wasserfreie Carbonate“ ein. Hier ist er zusammen mit Zabuyelit in der unbenannten Gruppe 14.01.06 innerhalb der Unterabteilung „Wasserfreie Carbonate mit einfacher Formel A+CO3“ zu finden.

## Kristallstruktur
Natrit kristallisiert monoklin in der Raumgruppe C2/m (Raumgruppen-Nr. 12) mit den Gitterparametern a = 8,90 Å; b = 5,24 Å; c = 6,04 Å und β = 101,2° sowie 4 Formeleinheiten pro Elementarzelle.

## Eigenschaften
Das Mineral ist wasserlöslich und bildet dabei eine stark alkalische Lösung.

## Bildung und Fundorte
Natrit bildet sich in Pegmatit in differenzierten alkalischen Massiven. Als Begleitminerale treten unter anderem Thermonatrit, Vinogradovit, Shortit, Pirssonit, Gaylussit, Nacaphit, Natrosilit, Villiaumit, Neighborit, Rasvumit, Lomonosovit, Pektolith, Sodalith und Fluorcaphit auf.
Als seltene Mineralbildung konnte Natrit nur an wenigen Fundorten nachgewiesen werden. Neben seinen Typlokalitäten in den Chibinen fand sich das Mineral in Russland noch am Vulkan Tolbatschik auf der Halbinsel Kamtschatka im Fernen Osten.
Weitere bisher bekannte Fundorte liegen in Kanada, Österreich, Italien und den USA.